# Аналайтиву
Аналайтиву (Анайлайтиву; там. அனலைதீவு, синг. අන්නලදූව) — небольшой остров у северного берега Шри-Ланки. Разделён на 7 административных районов, каждый из которых соответствует главному поселению. На острове построен ряд индуистских храмов и несколько церквей. Площадь — 4,82 км².
На Аналайтиву существует паромное сообщение со Шри-Ланкой.